# 赤壁街道
赤壁街道，是中华人民共和国湖北省黄冈市黄州区下辖的一个乡镇级行政单位。

## 地理与沿革
赤壁街道位于黄州区中心，1991年黄州镇撤销时成立，因境内有黄州赤壁而得名。街道向东与东湖街道接壤；西临长江，与鄂州市隔江相望。向北与禹王街道毗邻，南与南湖街道相连。面积17.17平方千米，辖13个社区，8个行政村。街道办事处机关设于西湖一路37号，位于青砖湖广场对面。赤壁街道辖区内驻有中共黄冈市委、黄冈市人民政府、黄冈军分区、中共黄州区委、区政府等机关。

## 行政区划
赤壁街道下辖以下地区：
汉川门社区、清源门社区、一字门社区、体育路社区、东门社区、毛纺社区、有线社区、八一社区、江北社区、大地社区、铝业社区、印染社区、沙街口社区、青砖湖村、宝塔村、刘湾村、赤壁村、龙王山村、潘家湾村和桐梓岗村。

## 工业产业
赤壁街道是黄州区经济实力第一的街道，工商贸易为经济主体。1997年全街财政收入突破1千万元。2001年后，赤壁街道通过招商引资，相继建成宝塔综合大市场、青砖湖建材城、武商量贩店、鄂东温州商贸城、幸福家具城等一批商贸企业，并建立格林制衣、汇盛服饰、长润灰砂砖、兴隆环保砖、华美食品等一批工业项目。2007年，非农行业总产值14.65亿元。其中工业总产值7.3亿元，建筑业总产值2.26亿元，商贸服务业总产值4.59亿元。

## 文化旅游
赤壁街道境内有东坡赤壁、黄州宋城遗址、定慧院遗址、临皋亭、承天寺遗址、安国寺、“全楚文峰”青云塔和学宫大成殿。此外还有百年名校黄冈中学、李四光纪念馆及湖北省黄梅戏剧院、李家洲森林公园等名胜古迹和旅游景点。

## 图库

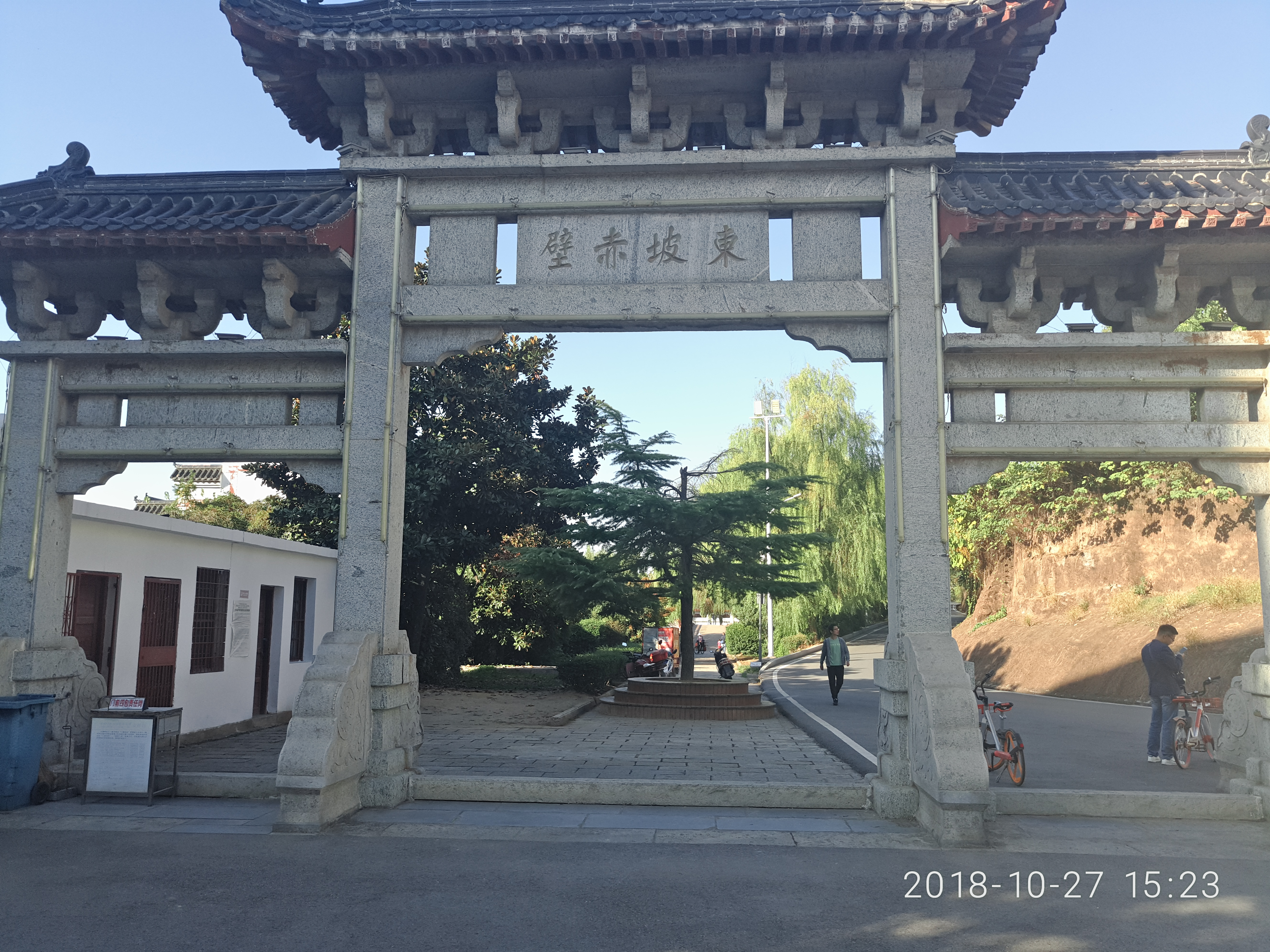
东坡赤壁
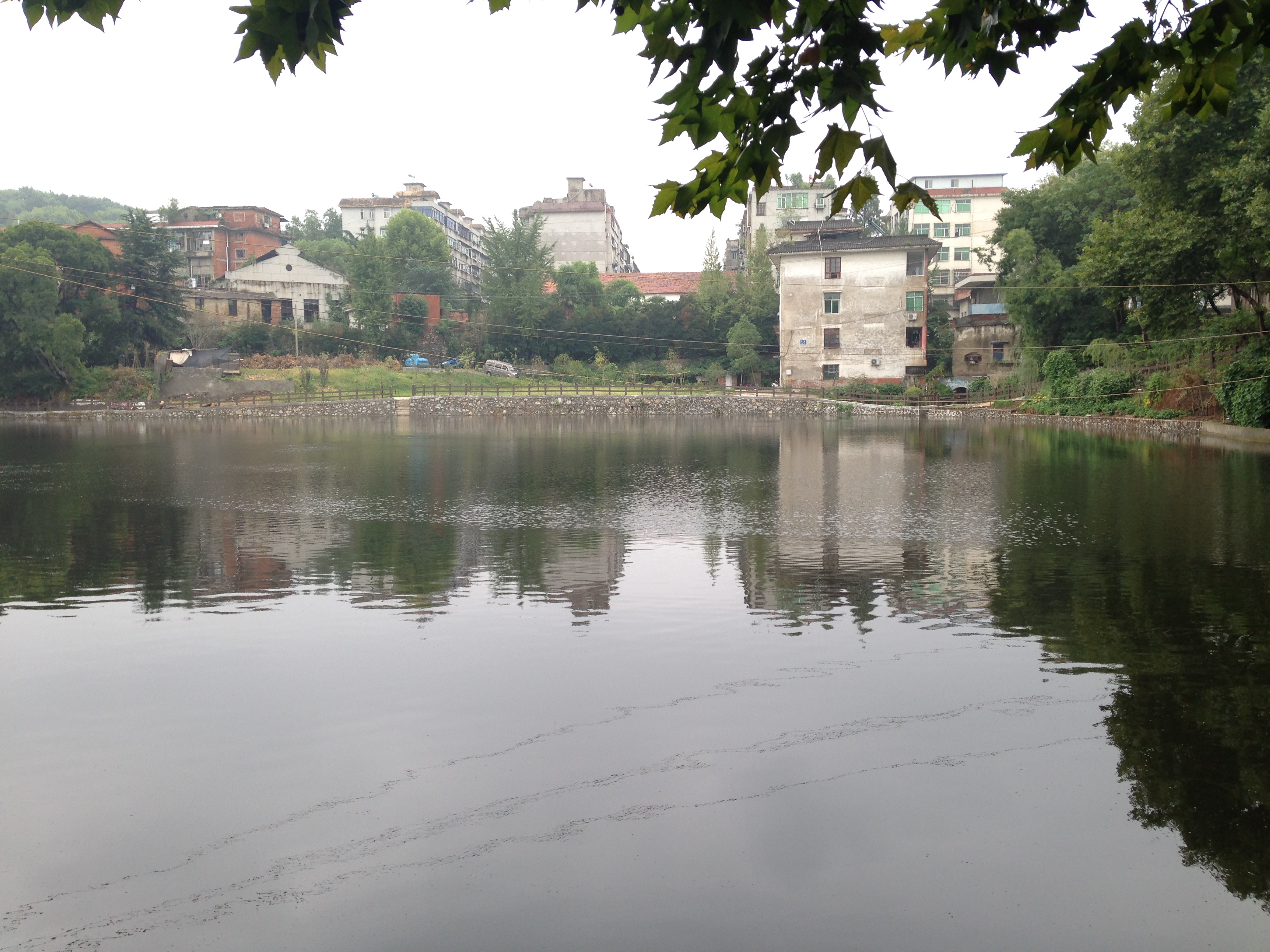
东坡赤壁水库
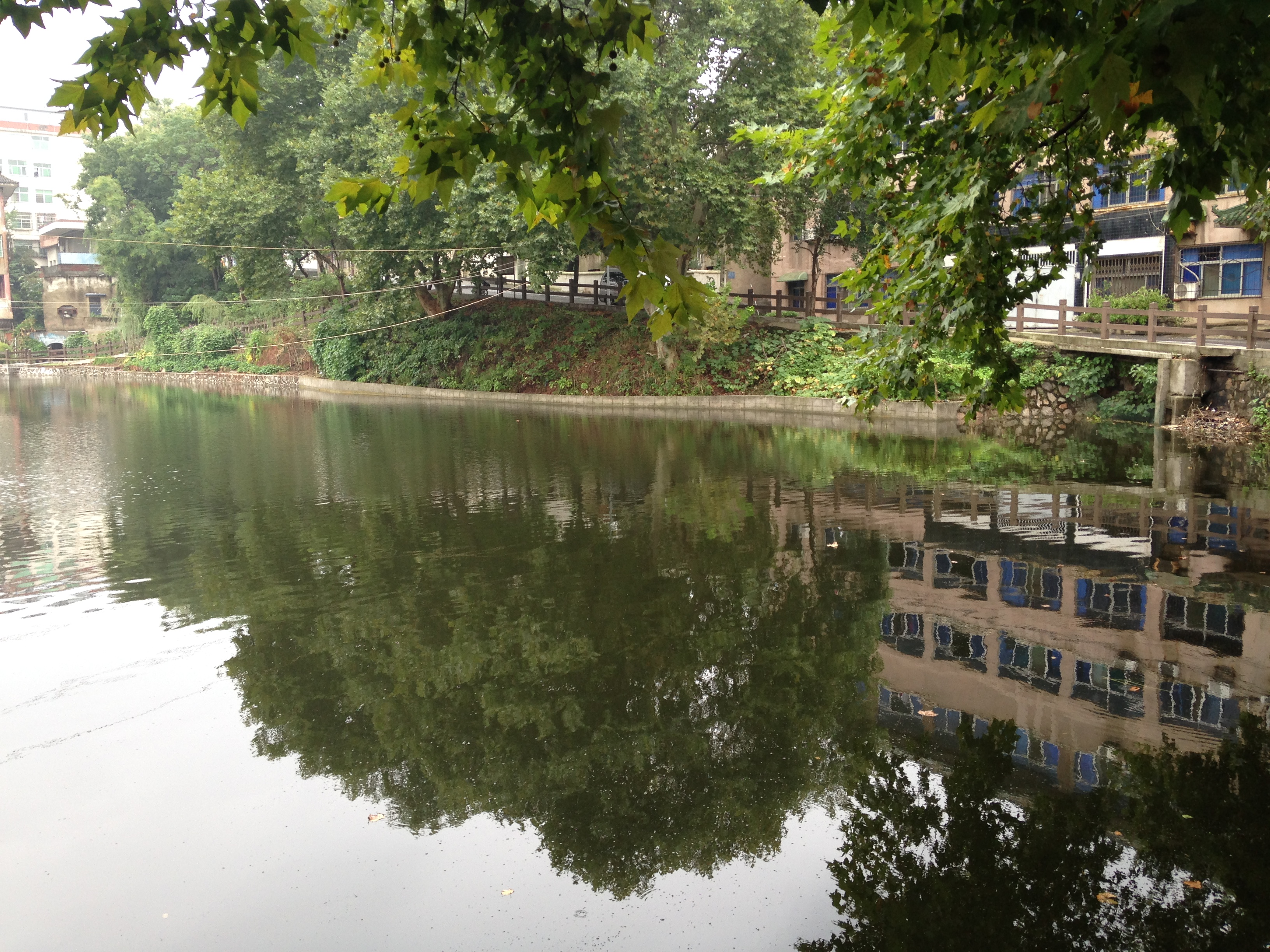
东坡赤壁水库
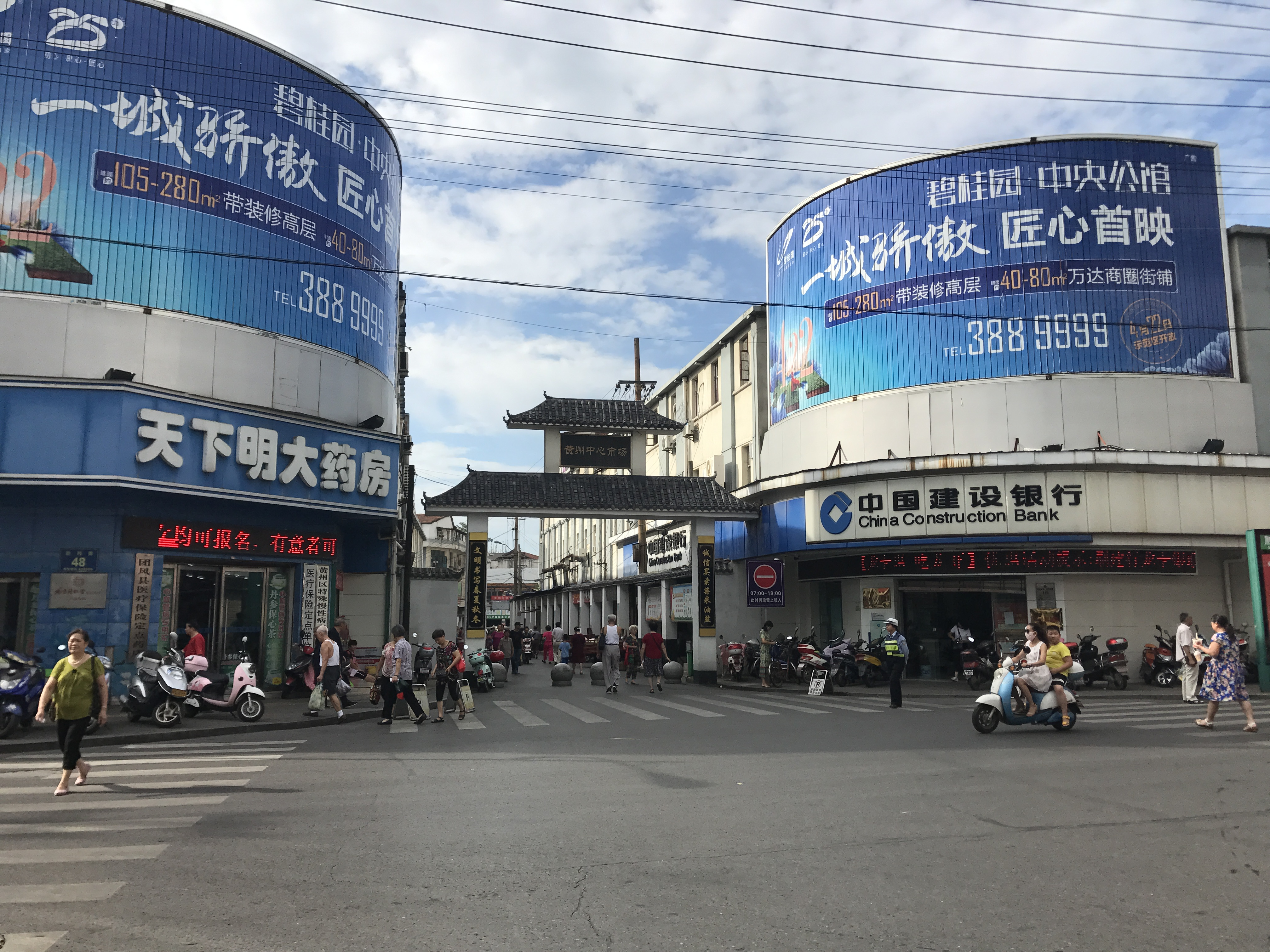
黄州中心市场
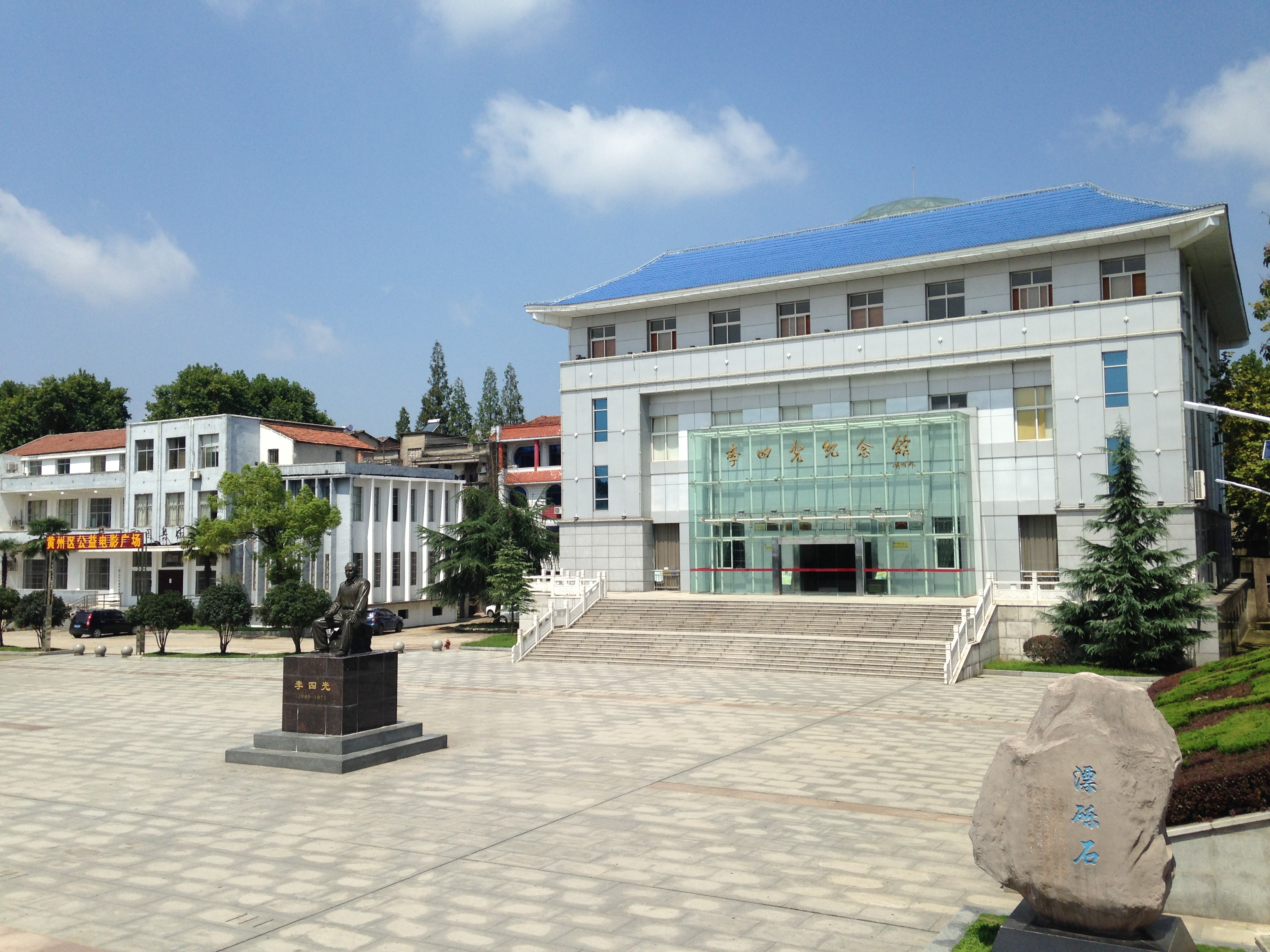
李四光纪念馆
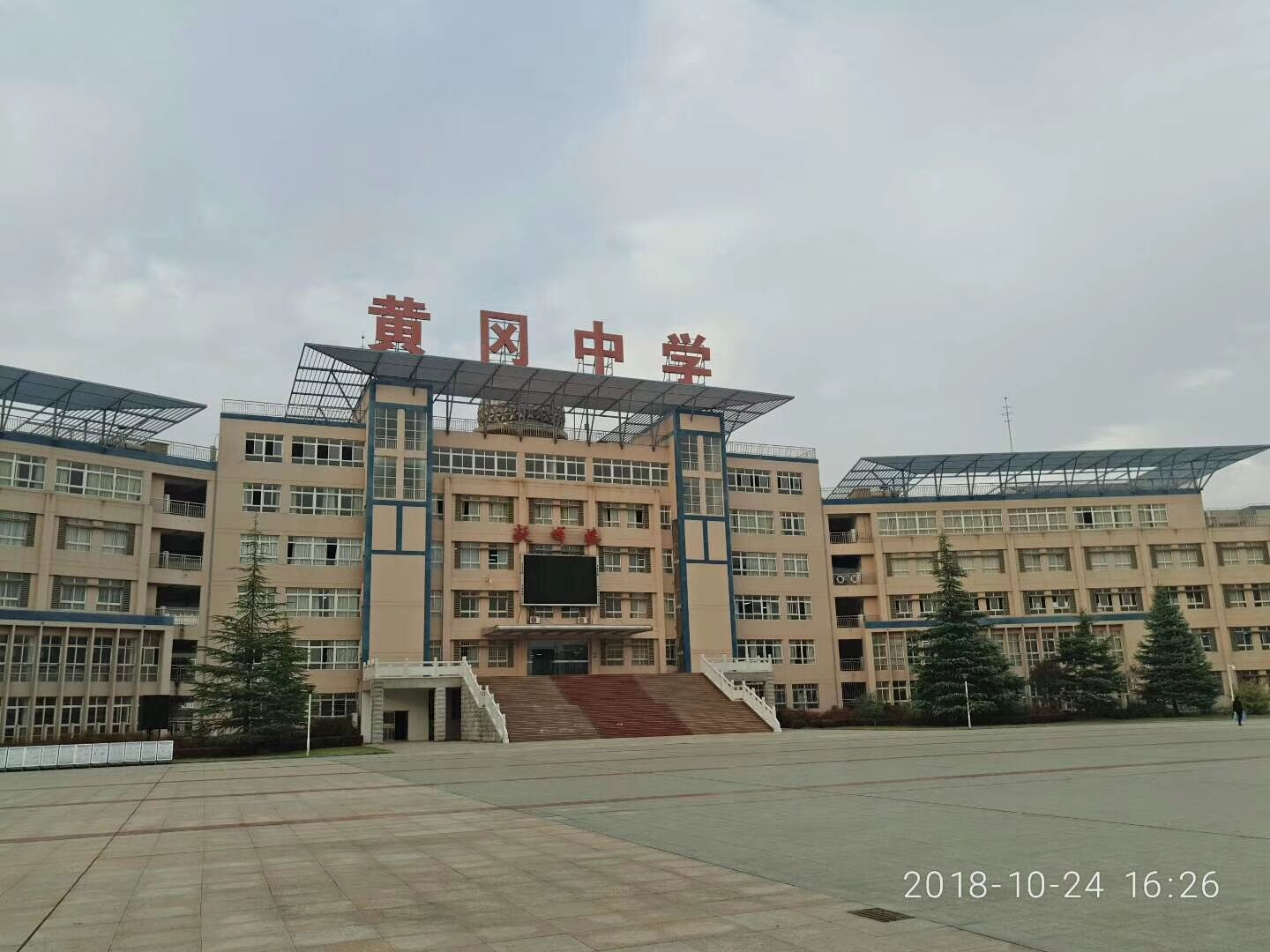
黄冈中学
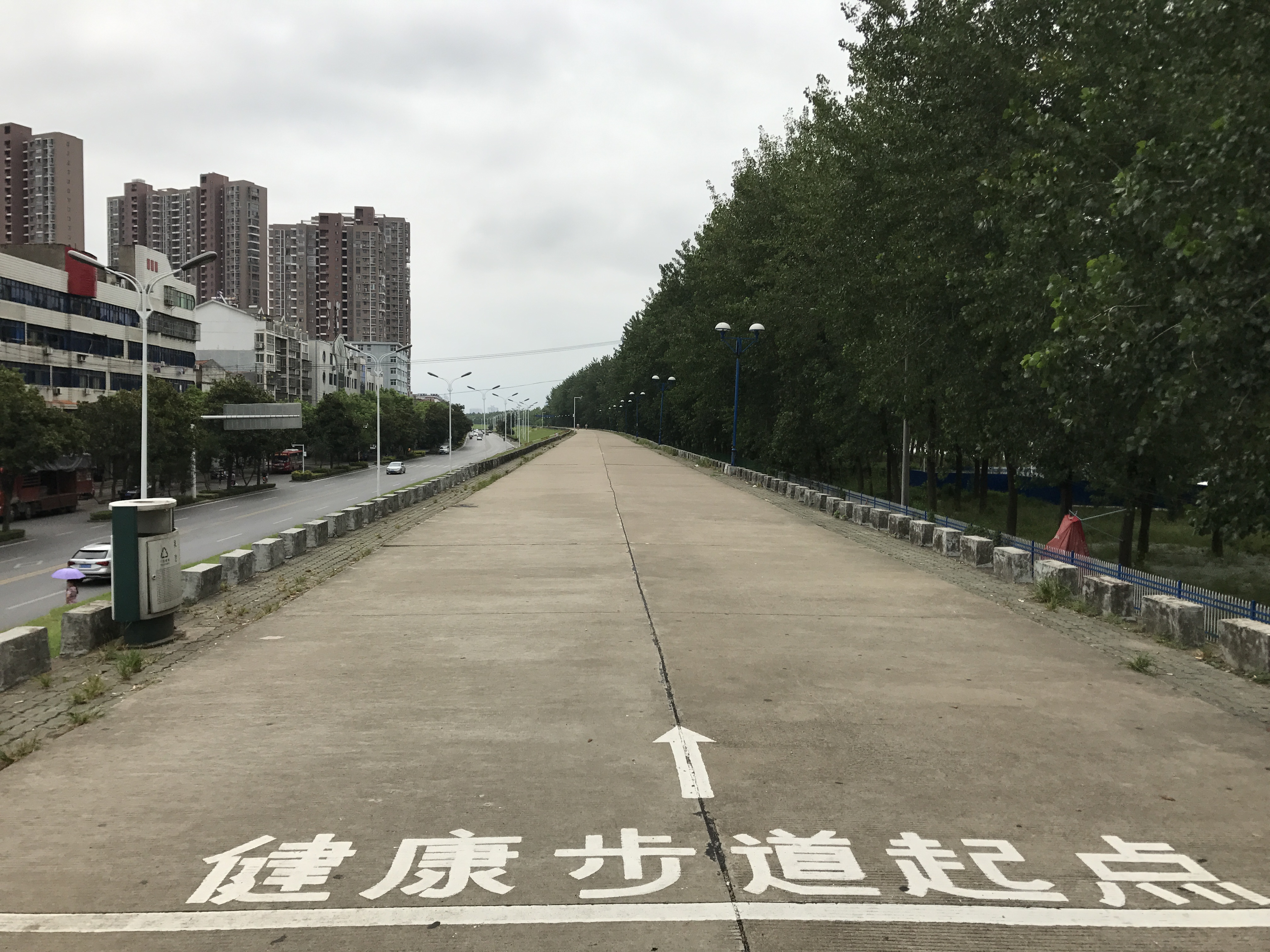
沿江路
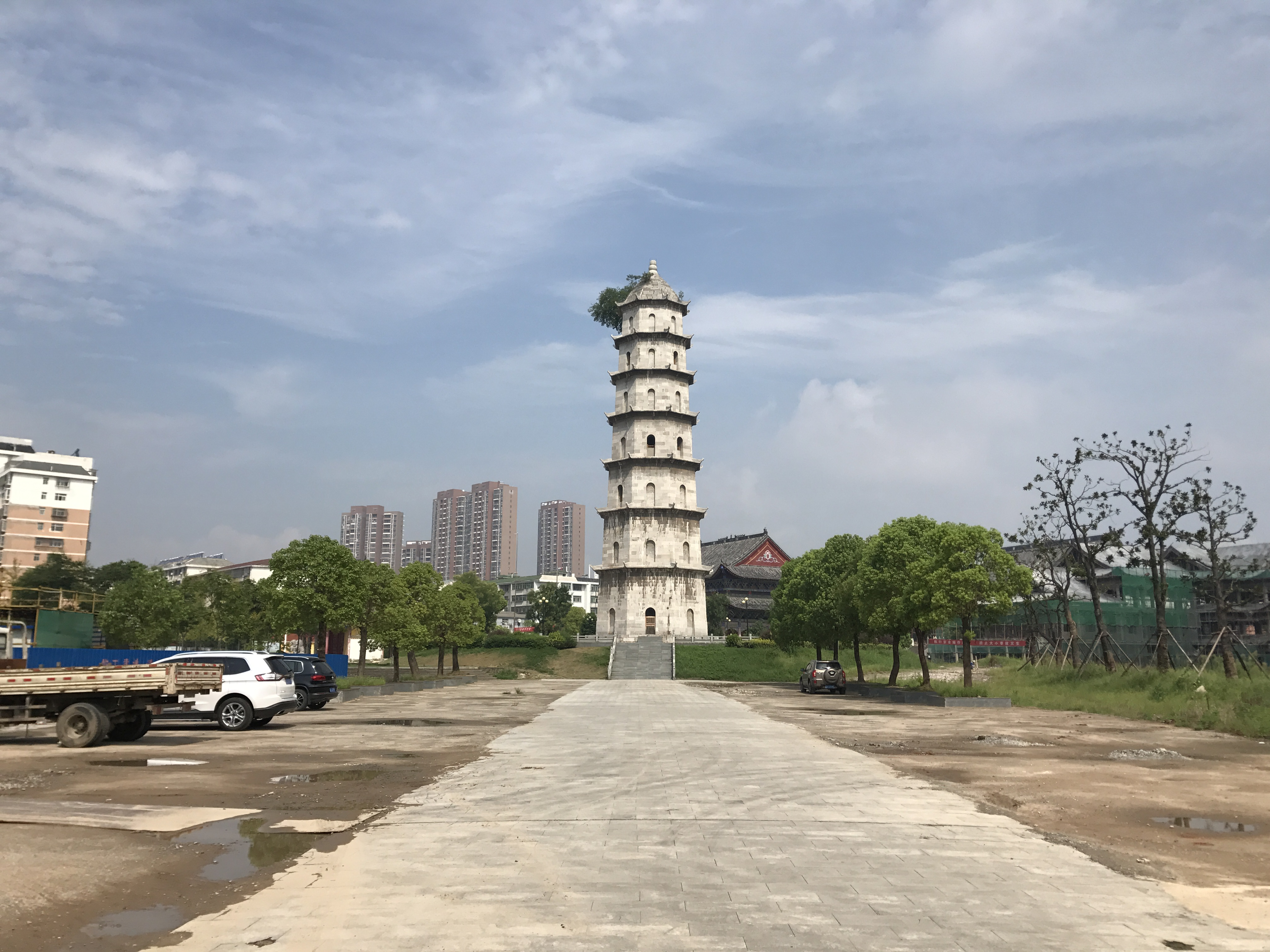
“全楚文峰”青云塔
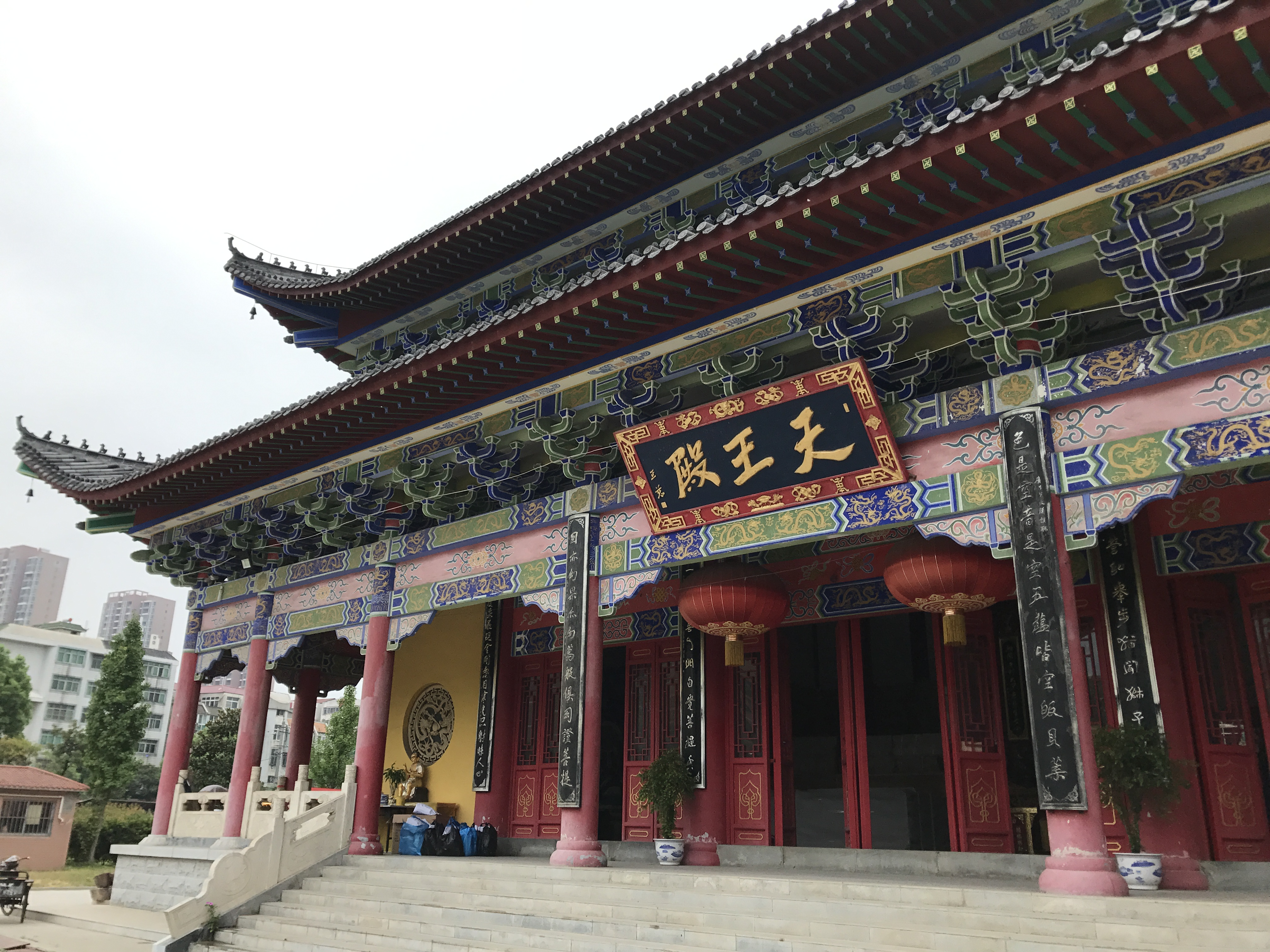
安国寺
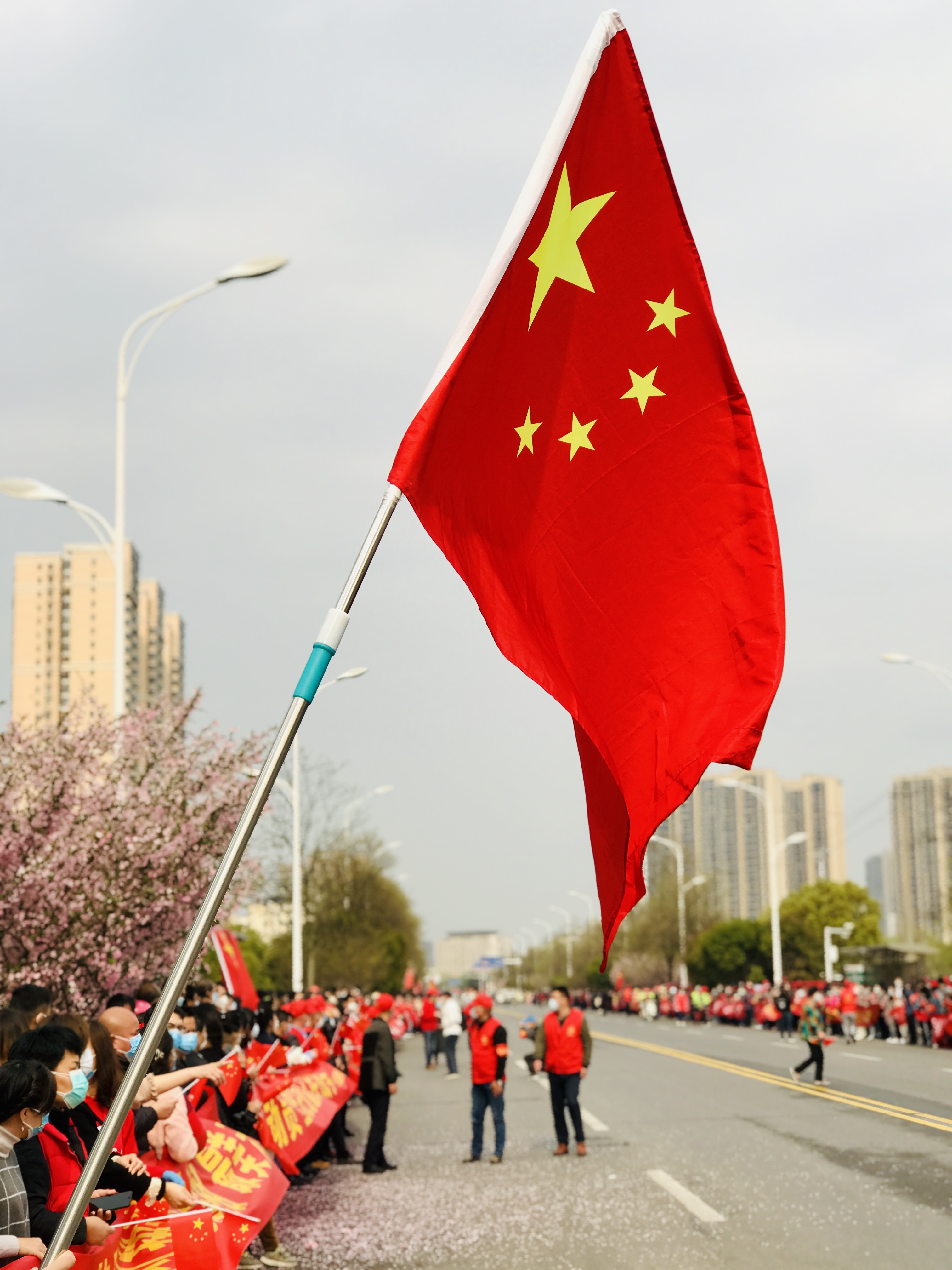
2020年3月，黄冈市民在黄州大道送别山东援鄂医疗队
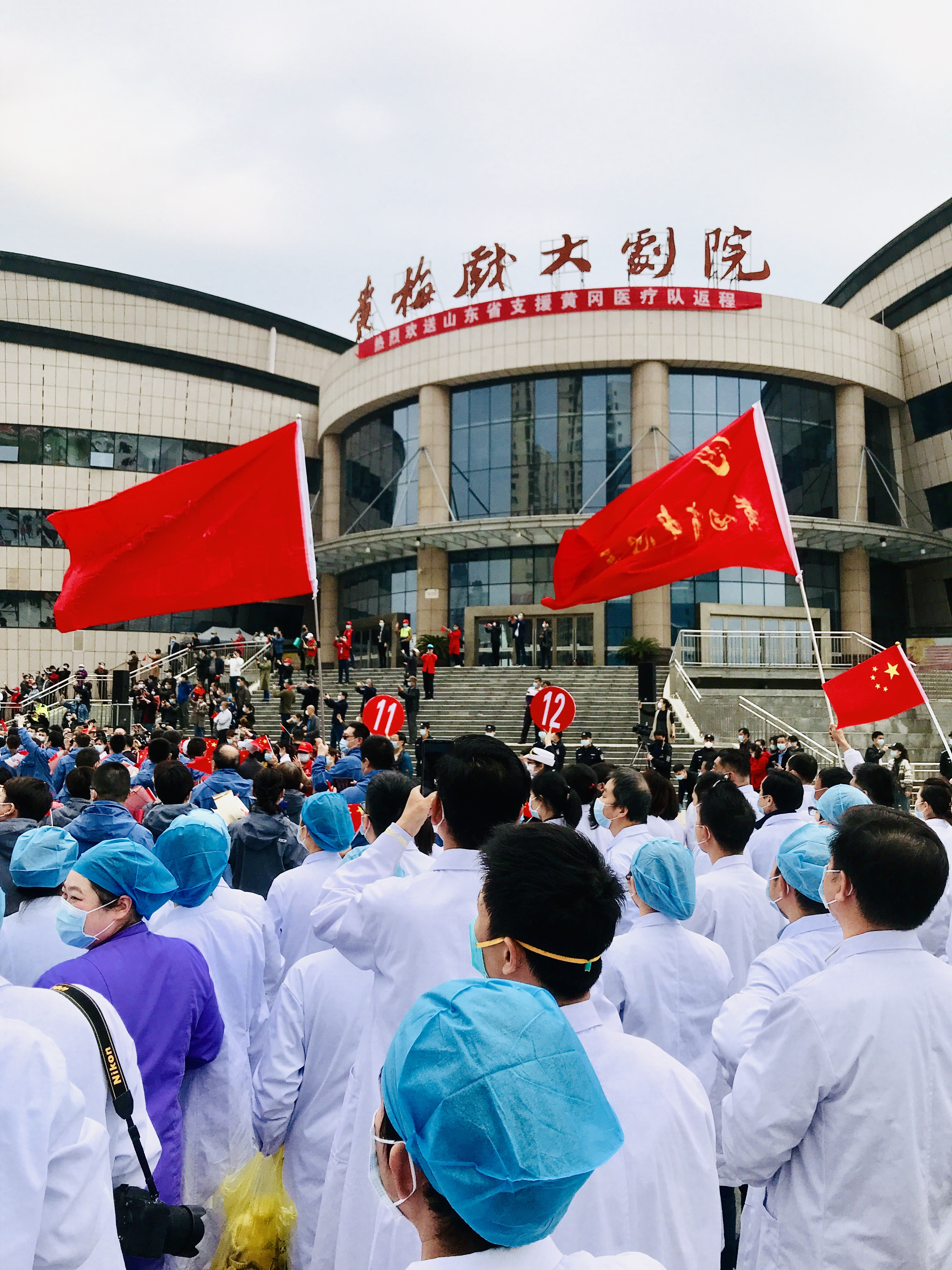
2020年3月20日，黄冈市民在赤壁街道黄梅戏大剧院送别援鄂医疗队